# Graf Yoster gibt sich die Ehre/Episodenliste

Logo zur Serie

Diese Liste der Episoden von Graf Yoster gibt sich die Ehre enthält alle Episoden der deutschen Kriminal-Fernsehserie Graf Yoster gibt sich die Ehre, mit Lukas Ammann in der Titelrolle und Wolfgang Völz als dessen Diener Johann, sortiert nach ihrer deutschen Erstausstrahlung. Zwischen 1967 und 1976 entstanden insgesamt fünf Staffeln. Die Episodenzahl schwankt, je nach Ausstrahlungsform, zwischen 62 und 76 Folgen. Ab der Folge 26 wurde die Serie von Schwarz-Weiß auf Farbe umgestellt.

## Übersicht
| Staffel | Episodenanzahl | Deutsche Erstausstrahlung | Deutsche Erstausstrahlung |
| Staffel | Episodenanzahl | Staffelpremiere           | Staffelfinale             |
| ------- | -------------- | ------------------------- | ------------------------- |
| 1       | 12             | 15. September 1967        | 10. Mai 1968              |
| 2       | 12             | 17. Mai 1968              | 23. August 1968           |
| 3       | 12             | 8. August 1969            | 11. Mai 1970              |
| 4       | 14 / 28        | 24. Januar 1974           | 11. September 1974        |
| 5       | 12             | 22. November 1976         | 7. Februar 1977           |

## Staffel 1
Die Erstausstrahlung der ersten Staffel wurde vom 15. September 1967 bis 10. Mai 1968 im regionalen Vorabendprogramm des deutschen Senders ARD gesendet.
| Nr. (ges.) | Nr. (St.) | Originaltitel                        | Erstausstrahlung D | Regie                 | Drehbuch                               | Bekannte Mitwirkende                                            |
| ---------- | --------- | ------------------------------------ | ------------------ | --------------------- | -------------------------------------- | --------------------------------------------------------------- |
| 1          | 1         | Die Kunst und wie man sie macht      | 15. Sep. 1967      | Michael Braun         | Werner Bardili                         | Heinz Leo Fischer, Rudi Schippel                                |
| 2          | 2         | Gangstermemoiren                     | 29. Sep. 1967      | Michael Braun         | Wolfgang Mühlbauer                     | Ulrich Beiger, Karl-Otto Alberty, Rainer Basedow, Wolfried Lier |
| 3          | 3         | Fair play, Herr Marquis              | 17. Nov. 1967      | Michael Braun         | Werner Bardili                         | Klaus Schwarzkopf, P. Walter Jacob, Leo Bardischewski           |
| 4          | 4         | Brandung in Rot                      | 1. Dez. 1967       | Michael Braun         | Oliver Storz                           | Ursula Herwig                                                   |
| 5          | 5         | Zwischen zwei Fronten                | 15. Dez. 1967      | Heinz Wilhelm Schwarz | Karl Heinz Willschrei, Georg Althammer | Jean-Pierre Darras                                              |
| 6          | 6         | Madame lässt bitten ...              | 5. Jan. 1968       | Heinz Wilhelm Schwarz | Werner Bardili                         | Louise Martini                                                  |
| 7          | 7         | Traumland-Blues                      | 19. Jan. 1968      | Heinz Wilhelm Schwarz | Werner Bardili                         | Herbert Fleischmann, Wilfried Klaus                             |
| 8          | 8         | Cosmos Oil 128 bezahlt               | 22. März 1968      | Michael Braun         | Karl Heinz Willschrei, Georg Althammer | Wolf Ackva                                                      |
| 9          | 9         | Du kommst in so fragwürdiger Gestalt | 29. März 1968      | Michael Braun         | Wilfried Schröder                      | Christian Marin                                                 |
| 10         | 10        | Orchideen für Majella                | 19. Apr. 1968      | Heinz Wilhelm Schwarz | Gerhard Aberle                         | Alexander Kerst                                                 |
| 11         | 11        | Wie macht man einen Krimi?           | 26. Apr. 1968      | Heinz Wilhelm Schwarz | Wolfgang Mühlbauer                     | Jacques Dynam, Til Kiwe                                         |
| 12         | 12        | Die Strasse nach unten               | 10. Mai 1968       | Heinz Wilhelm Schwarz | Wilfried Schröder                      | Klausjürgen Wussow                                              |

## Staffel 2
Die Erstausstrahlung der zweiten Staffel wurde vom 17. Mai 1968 bis 23. August 1968 im regionalen Vorabendprogramm des deutschen Senders ARD gesendet.
| Nr. (ges.) | Nr. (St.) | Originaltitel                 | Erstausstrahlung D | Regie          | Drehbuch                                  | Bekannte Mitwirkende                               |
| ---------- | --------- | ----------------------------- | ------------------ | -------------- | ----------------------------------------- | -------------------------------------------------- |
| 13         | 1         | Adel hat's leichter           | 17. Mai 1968       | Imo Moszkowicz | Werner Bardili                            | Herbert Weicker                                    |
| 14         | 2         | Blütenträume                  | 31. Mai 1968       | Imo Moszkowicz | Karl Heinz Willschrei, Andreas Rozgony    | Friedrich Joloff, Mogens von Gadow, Henry van Lyck |
| 15         | 3         | Nachts zwischen 2:00 und 3:00 | 7. Juni 1968       | Imo Moszkowicz | Wolfgang Mühlbauer                        | Gerd Baltus                                        |
| 16         | 4         | Hinter den Kulissen           | 21. Juni 1968      | Imo Moszkowicz | Georg Althammer                           | –                                                  |
| 17         | 5         | Rien ne va plus               | 28. Juni 1968      | Imo Moszkowicz | Rolf und Alexandra Becker                 | –                                                  |
| 18         | 6         | Marmor und Diamanten          | 5. Juli 1968       | Imo Moszkowicz | Wilfried Schröder                         | Michèle Girardon, Howard Vernon                    |
| 19         | 7         | Der goldene Elefant           | 12. Juli 1968      | Michael Braun  | Georg Althammer, Wolfgang Mühlbauer       | Helmut Fischer, Herbert Tiede                      |
| 20         | 8         | Auf Gegenseitigkeit           | 19. Juli 1968      | Michael Braun  | Hartmut Grund                             | Günther Schramm, Willy Schäfer                     |
| 21         | 9         | Die letzte Expertise          | 2. Aug. 1968       | Michael Braun  | Wilfried Schröder                         | Günther Ungeheuer, Horst Naumann                   |
| 22         | 10        | Der Retter                    | 9. Aug. 1968       | Michael Braun  | Karl Heinz Willschrei, Andreas Rozgony    | Erika Remberg                                      |
| 23         | 11        | Big Bull's Ende               | 16. Aug. 1968      | Michael Braun  | Karl Heinz Willschrei, Wolfgang Mühlbauer | Reinhard Glemnitz                                  |
| 24         | 12        | Fiat Justitia                 | 23. Aug. 1968      | Michael Braun  | Oliver Storz                              | Clément Harari                                     |

## Staffel 3
Die Erstausstrahlung der dritten Staffel wurde vom 8. August 1969 bis 11. Mai 1970 im regionalen Vorabendprogramm des deutschen Senders ARD gesendet.
| Nr. (ges.) | Nr. (St.) | Originaltitel                             | Erstausstrahlung D | Regie         | Drehbuch              | Bekannte Mitwirkende           |
| ---------- | --------- | ----------------------------------------- | ------------------ | ------------- | --------------------- | ------------------------------ |
| 25         | 1         | Ein brillanter Plan                       | 8. Aug. 1969       | Michael Braun | Georg Althammer       | Gisela Trowe, Wolfgang Stumpf  |
| 26         | 2         | Strahlendes Wasser                        | 15. Aug. 1969      | Michael Braun | Theo van Alst         | Bum Krüger, Hans-Dieter Asner  |
| 27         | 3         | Das Floss an der Wand                     | 22. Aug. 1969      | Michael Braun | Wilfried Schröder     | Jochen Blume                   |
| 28         | 4         | Motive                                    | 29. Aug. 1969      | Michael Braun | Karl Heinz Willschrei | Günther Stoll, Lisa Helwig     |
| 29         | 5         | Fast ein Kollege                          | 16. März 1970      | Michael Braun | Hartmut Grund         | Félix Marten                   |
| 30         | 6         | Computer Ballade                          | 23. März 1970      | Michael Braun | Werner Baridili       | Ernst Fritz Fürbringer         |
| 31         | 7         | Die Erbschaft                             | 6. Apr. 1970       | Michael Braun | Karl Heinz Willschrei | –                              |
| 32         | 8         | Die Ritter vom Schlüssel                  | 13. Apr. 1970      | Michael Braun | Hartmut Grund         | Kurt Zips                      |
| 33         | 9         | Castor und Pollux                         | 20. Apr. 1970      | Michael Braun | Karl Heinz Willschrei | Victor Beaumont, Peter Dyneley |
| 34         | 10        | Hoheit sind zu giftig                     | 27. Apr. 1970      | Michael Braun | Werner Baridili       | Eva Pflug                      |
| 35         | 11        | In London weiss der Nebel mehr als wir... | 4. Mai 1970        | Michael Braun | Wilfried Schröder     | Frederick Jaeger, Gerard Heinz |
| 36         | 12        | Nautische Künste                          | 11. Mai 1970       | Michael Braun | Karl Heinz Willschrei | Gerhard Friedrich              |

## Staffel 4
Die Erstausstrahlung der vierten Staffel wurde vom 24. Januar 1974 bis 11. September 1974 im regionalen Vorabendprogramm des deutschen Senders ARD gesendet.
| Nr. (ges.) | Nr. (St.) | Originaltitel             | Erstausstrahlung D | Regie          | Drehbuch                             | Bekannte Mitwirkende                                             |
| ---------- | --------- | ------------------------- | ------------------ | -------------- | ------------------------------------ | ---------------------------------------------------------------- |
| 37         | 1         | Die Feuer-Probe           | 24. Jan. 1974      | Georg Tressler | Wilfried Schröder                    | Fritz Tillmann, Sacha Pitoëff                                    |
| 38         | 2         | Der Schein trügt          | 31. Jan. 1974      | Georg Tressler | Karl Heinz Willschrei, Theo van Alst | Daniel Emilfork                                                  |
| 39         | 3         | Mit fremden Pfunden       | 7. Feb. 1974       | Georg Tressler | Hartmut Grund                        | Ivan Desny, Tommi Piper                                          |
| 40         | 4         | Briefe aus dem Dunkel     | 14. Feb. 1974      | Georg Tressler | Wilfried Schröder, Georg Althammer   | Anton Diffring, Udo Vioff                                        |
| 41         | 5         | Ein Hauch von Ammoniak    | 21. Feb. 1974      | Michael Braun  | Karl Heinz Willschrei, Theo van Alst | Annemarie Wendl                                                  |
| 42         | 6         | Zu viele Geständnisse     | 28. Feb. 1974      | Michael Braun  | Werner Kließ                         | Walter Buschhoff, Ursela Monn                                    |
| 43         | 7         | Zweier Herren Diener      | 7. März 1974       | Michael Braun  | Jochen Wedegärtner                   | Ulf J. Söhmisch                                                  |
| 44         | 8         | Das Spiel mit dem Tode    | 21. März 1974      | Jean Herman    | Plym Pahl                            | Pierre Vernier, Joachim Wichmann, Niels Clausnitzer              |
| 45         | 9         | Vier Herren spielen Poker | 28. März 1974      | Georg Tressler | Hartmut Grund                        | Adrian Hoven, Hildegard Krekel                                   |
| 46         | 10        | Ungebetene Gäste          | 4. Apr. 1974       | Michael Braun  | Wilfried Schröder                    | Herbert Herrmann, Willy Schäfer, Heinz Werner Kraehkamp          |
| 47         | 11        | Der Papageienkäfig        | 25. Apr. 1974      | Jean Herman    | Jochen Wedegärtner                   | Wolf Ackva, Dietrich Hollinderbäumer, André Falcon, Rolf Schimpf |
| 48         | 12        | Ein besonderer Schatz     | 14. Aug. 1974      | Michael Braun  | Hartmut Grund                        | Grégoire Aslan                                                   |
| 49         | 13        | Zu hoch hinaus...         | 21. Aug. 1974      | Michael Braun  | Michael Braun                        | Raymond Gérôme, Horst Janson                                     |
| 50         | 14        | Das dritte zweite Gesicht | 11. Sep. 1974      | Georg Tressler | Wilfried Schröder                    | Jean-Pierre Aumont                                               |

## Staffel 5
Die Erstausstrahlung der fünften Staffel wurde vom 22. November 1976 bis 7. Februar 1977 im regionalen Vorabendprogramm des deutschen Senders ARD gesendet.
| Nr. (ges.) | Nr. (St.) | Originaltitel                      | Erstausstrahlung D | Regie            | Drehbuch                         | Bekannte Mitwirkende                                             |
| ---------- | --------- | ---------------------------------- | ------------------ | ---------------- | -------------------------------- | ---------------------------------------------------------------- |
| 51         | 1         | Der Ton macht die Musik            | 22. Nov. 1976      | Rudolf Jugert    | Plym Pahl                        | Gustl Bayrhammer, Georg Marischka, Peter Steiner, Wilfried Klaus |
| 52         | 2         | Undank ist der Welt Lohn           | 29. Nov. 1976      | Rudolf Jugert    | Plym Pahl                        | Gustl Bayrhammer, Georg Marischka, Peter Steiner, Wilfried Klaus |
| 53         | 3         | Ein Mann mit vielen Feinden        | 6. Dez. 1976       | Rudolf Jugert    | Wolfgang Mühlbauer               | Hans Quest, Ingeborg Schöner, Towje Kleiner, Willy Harlander     |
| 54         | 4         | Ein gefundenes Fressen             | 13. Dez. 1976      | Rudolf Jugert    | Wolfgang Mühlbauer               | Hans Quest, Ingeborg Schöner, Towje Kleiner, Willy Harlander     |
| 55         | 5         | Goldschatz gesucht                 | 20. Dez. 1976      | Rudolf Jugert    | Wolfgang Mühlbauer, Werner Kließ | Harald Leipnitz, Eva Kinsky, Will Danin                          |
| 56         | 6         | Johann hier und Johann da          | 27. Dez. 1976      | Rudolf Jugert    | Werner Kließ                     | Harald Leipnitz, Eva Kinsky, Will Danin                          |
| 57         | 7         | Müssiggang ist aller Listen Anfang | 3. Jan. 1977       | Michael Braun    | Wilfried Schröder                | Dieter Borsche, Ekkehardt Belle                                  |
| 58         | 8         | Ein Maler und sein falsches Bild   | 10. Jan. 1977      | Michael Braun    | Wilfried Schröder                | Dieter Borsche, Michael Brennicke, Jean-Pierre Zola              |
| 59         | 9         | Zubaidas Traum                     | 17. Jan. 1977      | Michael Braun    | Peter Scheibler                  | Eva Kinsky                                                       |
| 60         | 10        | Zubaidas Wirklichkeit              | 24. Jan. 1977      | Michael Braun    | Peter Scheibler                  | Eva Kinsky                                                       |
| 61         | 11        | Ein Schloß in Österreich           | 31. Jan. 1977      | Heinz Liesendahl | Hartmut Grund                    | Franziska Oehme, Kurt Jaggberg, Pit Krüger, Herbert Fux          |
| 62         | 12        | Es gibt mehr Dinge...              | 7. Feb. 1977       | Heinz Liesendahl | Hartmut Grund                    | Franziska Oehme, Kurt Jaggberg, Pit Krüger, Herbert Fux          |